# WDF Europe Youth Cup
Het WDF Europe Youth Cup (of Europees kampioenschap darten jeugd) is een jeugd dartstoernooi georganiseerd door de World Darts Federation. Het toernooi werd voor het eerst in 1990 gehouden. Het toernooi wordt elk jaar gehouden. De jongens spelen drie onderdelen. Individueel, dubbels en teams. De meisjes spelen twee onderdelen. Individueel en dubbels. Elk land bestaat uit vier jongens en twee meisjes.

## Jeugd overall - Jongens
| Jaar | Plaats                                  | Goud                                    | Zilver                                  | Brons                                   |
| ---- | --------------------------------------- | --------------------------------------- | --------------------------------------- | --------------------------------------- |
| 2011 | Aberdeen                                | Nederland                               | Engeland                                | Schotland                               |
| 2012 | Antwerpen                               | Nederland                               | Engeland                                | Duitsland                               |
| 2013 | Keszthely                               | Nederland                               | Duitsland                               | Denemarken                              |
| 2014 | Wenen                                   | Nederland                               | Wales                                   | Ierland                                 |
| 2015 | Bredsten                                | Ierland                                 | Nederland                               | Duitsland                               |
| 2016 | Boedapest                               | Nederland                               | Duitsland                               | Ierland                                 |
| 2017 | Malmö                                   | Nederland                               | Engeland                                | Oostenrijk                              |
| 2018 | Ankara                                  | Nederland                               | Ierland                                 | Engeland                                |
| 2019 | Ankara                                  | Nederland                               | Engeland                                | Ierland                                 |
| 2020 | niet gehouden vanwege de coronapandemie | niet gehouden vanwege de coronapandemie | niet gehouden vanwege de coronapandemie | niet gehouden vanwege de coronapandemie |

## Jeugd teams - Jongens
| Jaar | Plaats                                  | Winnaar                                                                           | Uitslag                                 | Tegenstander                                                               |
| ---- | --------------------------------------- | --------------------------------------------------------------------------------- | --------------------------------------- | -------------------------------------------------------------------------- |
| 2011 | Aberdeen                                | Josh Payne Josh McCarthy Jake Jones Thomas Chant                                  | 9 – 6                                   | Jeffrey de Zwaan Mike Zuydwijk Jimmy Hendriks Jimmy van Schie              |
| 2012 | Antwerpen                               | Jeffrey de Zwaan Sven Groen Kevin Voornhout Quin Wester                           | 9 – 6                                   | Josh McCarthy Zak Cross Bradley Halls Arron Fairweather                    |
| 2013 | Keszthely                               | Kevin Doets Berry van Peer Colin Roelofs Quin Wester                              | 9 – 4                                   | Hendrik Dane Marc Legant Manuel Topp Marvin Wehder                         |
| 2014 | Wenen                                   | Kevin Doets Berry van Peer Colin Roelofs Niels Zonneveld                          | 9 – 6                                   | Morgan Dobbs Rhys Griffin Canan Phillips Sam Weaver                        |
| 2015 | Bredsten                                | Ierland Dean Finn Ronan McDonagh Conor Heneghan Mark Connolly                     | 9 – 7                                   | Nederland Justin van Tergouw Maikel Verberk Jeffrey Ballast Job ten Heuvel |
| 2016 | Boedapest                               | Nederland Justin van Tergouw Maikel Verberk Levy Frauenfelder Wesley Hurrebrink   | 9 – 4                                   | Duitsland Marc Heller Kevin Troppmann Aaron Ralfhs Nico Schlund            |
| 2017 | Malmö                                   | Nederland Justin van Tergouw Marvin van Velzen Levy Frauenfelder Wessel Nijman    | 9 – 5                                   | Engeland Jarred Cole Jack Vincent Keelan Kay Owen Maiden                   |
| 2018 | Ankara                                  | Nederland Marcel Bus Jurjen van der Velde Levy Frauenfelder Ricardo van der Vloed | 9 – 5                                   | Engeland Brad Phillips Alex Gurr Keelan Kay Jack Vincent                   |
| 2019 | Ankara                                  | Ierland Keane Barry Dylan Slevin Killian Heffernan Damien Moore                   | 9 – 8                                   | Nederland Luke van der Kwast Danny Jansen Jurjen van der Velde Marcel Bus  |
| 2020 | niet gehouden vanwege de coronapandemie | niet gehouden vanwege de coronapandemie                                           | niet gehouden vanwege de coronapandemie | niet gehouden vanwege de coronapandemie                                    |

## Jeugd individueel - Jongens
| Jaar | Plaats                                  | Winnaar                                 | Uitslag                                 | Tegenstander                            |
| ---- | --------------------------------------- | --------------------------------------- | --------------------------------------- | --------------------------------------- |
| 1990 | Billund                                 | Peter van Tilborg                       |                                         | Brian Christensen                       |
| 1991 | Billund                                 | Vincent van der Voort                   | 3 – 2                                   | Jan-Inge Arnesen                        |
| 1992 | Billund                                 | Orjan Thomsson                          |                                         | Jonas Bergström                         |
| 1993 | Billund                                 | Sami Salama                             |                                         | Mikko Larinen                           |
| 1994 | Billund                                 | Christian Lechtken                      |                                         | Ole-Kenneth Thomasson                   |
| 1995 | Papendal                                | Steve Douglas                           |                                         | Niels Kippersluis                       |
| 1996 | Bremen                                  | Nick Buckingham                         |                                         | Aaron Turner                            |
| 1997 | Tampere                                 | Leon Womack                             |                                         | Carsten Hoffmann                        |
| 1998 | Sofia                                   | Igor Manturov                           |                                         | Brian Svendsen                          |
| 1999 | Vejle                                   | Jeroen van Leeuwen                      |                                         | Savvas Georgiadis                       |
| 2000 | Gibraltar                               | Jeroen van Leeuwen                      |                                         | Stephen Bunting                         |
| 2001 | Bremen                                  | Joey ten Berge                          |                                         | Markus Korhonen                         |
| 2002 | Mechelen                                | Stephen Bunting                         |                                         | Stevie Moreira                          |
| 2003 | Folkestone                              | Dennis Labee                            |                                         | Cliff Williams                          |
| 2004 | Bremen                                  | Jonny Nijs                              |                                         | Robin Ferdinandus                       |
| 2005 | Noordwijkerhout                         | Jonny Nijs                              |                                         | Ross Smith                              |
| 2006 | Kalkar                                  | Michael van Gerwen                      |                                         | Pieter Collijn                          |
| 2007 | Folkestone                              | Maarten Pape                            |                                         | Wesley van de Hurk                      |
| 2008 | Swansea                                 | Shaun Griffiths                         |                                         | Paddy Meaney                            |
| 2009 | Veldhoven                               | Oskar Lukasiak                          |                                         | Jamie Lewis                             |
| 2010 | Kirchheim                               | Nick Kenny                              |                                         | Paddy Meaney                            |
| 2011 | Aberdeen                                | Jimmy Hendriks                          | 3 – 1                                   | Jake Jones                              |
| 2012 | Antwerpen                               | Max Hopp (78,80)                        | 3 – 2                                   | Jeffrey de Zwaan (83,28)                |
| 2013 | Keszthely                               | Quin Wester                             | 3 – 0                                   | Casper Rasmussen                        |
| 2014 | Wenen                                   | Colin Roelofs                           | 2 – 0                                   | Rhys Griffin                            |
| 2015 | Bredsten                                | Nico Schlund                            | 3 – 2                                   | Maikel Verberk                          |
| 2016 | Boedapest                               | Justin van Tergouw                      | 3 – 1                                   | Keane Barry                             |
| 2017 | Malmö                                   | Jarred Cole                             | 2 – 1                                   | Justin van Tergouw                      |
| 2018 | Ankara                                  | Jurjen van der Velde                    | 3 – 2                                   | Keane Barry                             |
| 2019 | Ankara                                  | Leighton Bennett (77,46)                | 3 – 1                                   | Jurjen van der Velde (70,35)            |
| 2020 | niet gehouden vanwege de coronapandemie | niet gehouden vanwege de coronapandemie | niet gehouden vanwege de coronapandemie | niet gehouden vanwege de coronapandemie |

## Jeugd dubbels - Jongens
| Jaar | Plaats                                  | Winnaar                                           | Uitslag                                 | Tegenstander                                   |
| ---- | --------------------------------------- | ------------------------------------------------- | --------------------------------------- | ---------------------------------------------- |
| 2011 | Aberdeen                                | Nederland Jeffrey de Zwaan Mike Zuydwijk          | 4 – 0                                   | Nederland Jimmy Hendriks Jimmy van Schie       |
| 2012 | Antwerpen                               | Nederland Jeffrey de Zwaan Quin Wester            | 4 – 2                                   | Engeland Arron Fairweather Bradley Halls       |
| 2013 | Keszthely                               | Nederland Colin Roelofs Quin Wester               | 4 – 1                                   | Ierland Liam Gallagher Dylan Sinclair          |
| 2014 | Wenen                                   | Denemarken Andreas Bergø Nicolai Rasmussen        | 4 – 2                                   | Ierland Ronan McDonagh Dean Finn               |
| 2015 | Bredsten                                | Nederland Justin van Tergouw Maikel Verberk       | 4 – 0                                   | Ierland Conor Heneghan Mark Connolly           |
| 2016 | Boedapest                               | Nederland Justin van Tergouw Maikel Verberk       | 4 – 1                                   | Nederland Levy Frauenfelder Wesley Hurrebrink  |
| 2017 | Malmö                                   | Oostenrijk Rusty-Jake Rodriguez Thomas Langer     | 4 – 2                                   | Nederland Justin van Tergouw Marvin van Velzen |
| 2018 | Ankara                                  | Ierland Killian Heffernan Keane Barry             | 4 – 2                                   | Schotland Nathan Girvan Brandon Nicoll         |
| 2019 | Ankara                                  | Nederland Jurjen van der Velde Luke van der Kwast | 4 – 3                                   | Tsjechië Vilém Šedivý Tomáš Houdek             |
| 2020 | niet gehouden vanwege de coronapandemie | niet gehouden vanwege de coronapandemie           | niet gehouden vanwege de coronapandemie | niet gehouden vanwege de coronapandemie        |

## Jeugd overall - Meisjes
| Jaar | Plaats                                  | Goud                                    | Zilver                                  | Brons                                   |
| ---- | --------------------------------------- | --------------------------------------- | --------------------------------------- | --------------------------------------- |
| 2011 | Aberdeen                                | Engeland                                | Schotland                               | Zweden                                  |
| 2012 | Antwerpen                               | Engeland                                | Duitsland                               | Rusland                                 |
| 2013 | Keszthely                               | Engeland                                | Duitsland                               | Denemarken                              |
| 2014 | Wenen                                   | Ierland                                 | Hongarije                               | Rusland                                 |
| 2015 | Bredsten                                | Hongarije                               | Rusland                                 | Nederland                               |
| 2016 | Boedapest                               | Engeland                                | Duitsland                               | Nederland                               |
| 2017 | Malmö                                   | Nederland                               | Turkije                                 | Ierland                                 |
| 2018 | Ankara                                  | Engeland                                | Turkije                                 | Nederland                               |
| 2019 | Ankara                                  | Engeland                                | Nederland                               | Schotland                               |
| 2020 | niet gehouden vanwege de coronapandemie | niet gehouden vanwege de coronapandemie | niet gehouden vanwege de coronapandemie | niet gehouden vanwege de coronapandemie |

## Jeugd individueel - Meisjes
| Jaar | Plaats                                  | Winnaar                                 | Uitslag                                 | Tegenstander                            |
| ---- | --------------------------------------- | --------------------------------------- | --------------------------------------- | --------------------------------------- |
| 1990 | Billund                                 | Ann-Louise Andersen                     |                                         | Karina Knudsen                          |
| 1991 | Billund                                 | Ann-Louise Andersen                     |                                         | Karina Knudsen                          |
| 1992 | Billund                                 | Ann-Louise Andersen                     |                                         | Jane Wiren                              |
| 1993 | Billund                                 | Jane Wiren                              |                                         | Anna Sörensen                           |
| 1994 | Billund                                 | Mieke de Boer                           |                                         | Janni Madsen                            |
| 1995 | Papendal                                | Caroline Lee                            |                                         | Mieke de Boer                           |
| 1996 | Bremen                                  | Caroline Lee                            |                                         | Mieke de Boer                           |
| 1997 | Tampere                                 | Caroline Lee                            |                                         | Leanne Mansell                          |
| 1998 | Sofia                                   | Donna Brongers                          |                                         | Pia Laursen                             |
| 1999 | Vejle                                   | Diana Secreve                           |                                         | Anastasia Dobromyslova                  |
| 2000 | Gibraltar                               | Rhiannon Thomas                         |                                         | Helena Löfstrand                        |
| 2001 | Bremen                                  | Anastasia Dobromyslova                  |                                         | Clare Stewart                           |
| 2002 | Mechelen                                | Anastasia Dobromyslova                  |                                         | Nicole Osthues                          |
| 2003 | Folkestone                              | Nicole Osthues                          |                                         | Jody-Lee Hopkins                        |
| 2004 | Bremen                                  | Kate Dando                              |                                         | Nicole Osthues                          |
| 2005 | Noordwijkerhout                         | Carla Molema                            |                                         | Kimberley Lewis                         |
| 2006 | Kalkar                                  | Kimberley Lewis                         |                                         | Thea Kaaijk                             |
| 2007 | Folkestone                              | Jenny Lieverkus                         |                                         | Harriet Wolton                          |
| 2008 | Swansea                                 | Gabriella Asthammer                     |                                         | Asaria Hintzsche-Oehme                  |
| 2009 | Veldhoven                               | Zoe Jones                               |                                         | Aliisa Koskivirta                       |
| 2010 | Kirchheim                               | Anna Yakovleva                          |                                         | Anastasia Belayeva                      |
| 2011 | Aberdeen                                | Alannah Waters                          | 4 – 0                                   | Sarah Rosen                             |
| 2012 | Antwerpen                               | Casey Gallagher (68,10)                 | 4 – 1                                   | Ann-Kathrin Wigmann (61,99)             |
| 2013 | Keszthely                               | Casey Gallagher                         | 4 – 0                                   | Anna-Maria Schulze                      |
| 2014 | Wenen                                   | Robyn Byrne                             | 4 – 2                                   | Lidiya Koltsova                         |
| 2015 | Bredsten                                | Layla Brussel                           | 4 – 3                                   | Christina Schuler                       |
| 2016 | Boedapest                               | Beau Greaves                            | 4 – 1                                   | Christina Schuler                       |
| 2017 | Malmö                                   | Emine Dursan                            | 4 – 1                                   | Vivien Czipó                            |
| 2018 | Ankara                                  | Beau Greaves                            | 4 – 1                                   | Emine Dursan                            |
| 2019 | Ankara                                  | Tamara Kovács (58,98)                   | 4 – 3                                   | Lerena Rietbergen (55,26)               |
| 2020 | niet gehouden vanwege de coronapandemie | niet gehouden vanwege de coronapandemie | niet gehouden vanwege de coronapandemie | niet gehouden vanwege de coronapandemie |

## Jeugd dubbels - Meisjes
| Jaar | Plaats                                  | Winnaar                                        | Uitslag                                 | Tegenstander                                     |
| ---- | --------------------------------------- | ---------------------------------------------- | --------------------------------------- | ------------------------------------------------ |
| 2011 | Aberdeen                                | Engeland Fallon Sherrock Felicia Blay Sherrock | 4 – 2                                   | Schotland Emily Davidson Louise Duncan           |
| 2012 | Antwerpen                               | Engeland Casey Gallagher Josie Patterson       | 4 – 1                                   | Rusland Anna Yakovleva Sofiya Loginova           |
| 2013 | Keszthely                               | Engeland Casey Gallagher Natasha Eaves         | 4 – 0                                   | Denemarken Natasha Gregersen Sofie Jahn Bendorff |
| 2014 | Wenen                                   | Ierland Robyn Byrne Leeah Fox                  | 4 – 0                                   | Hongarije Vivien Czipó Ramona Reti               |
| 2015 | Bredsten                                | Hongarije Kitti Neumajer Vivien Czipó          | 4 – 0                                   | Rusland Anastasia Suvorova Veronika Koroleva     |
| 2016 | Boedapest                               | Hongarije Kitti Neumajer Vivien Czipó          | 4 – 3                                   | Engeland Danielle Ashton Beau Greaves            |
| 2017 | Malmö                                   | Nederland Lerena Rietbergen Layla Brussel      | 4 – 1                                   | Ierland Katie Sheldon Amy Byrne                  |
| 2018 | Ankara                                  | Engeland Beau Greaves Shannon Reeves           | 4 – 1                                   | Turkije Emine Dursan Hatice-Sinem Sengul         |
| 2019 | Ankara                                  | Engeland Beau Greaves Shannon Reeves           | 4 – 3                                   | Schotland Sophie McKinlay Chloe O'Brien          |
| 2020 | niet gehouden vanwege de coronapandemie | niet gehouden vanwege de coronapandemie        | niet gehouden vanwege de coronapandemie | niet gehouden vanwege de coronapandemie          |